# Little Egypt (région)
Pour les articles homonymes, voir Little Egypt.

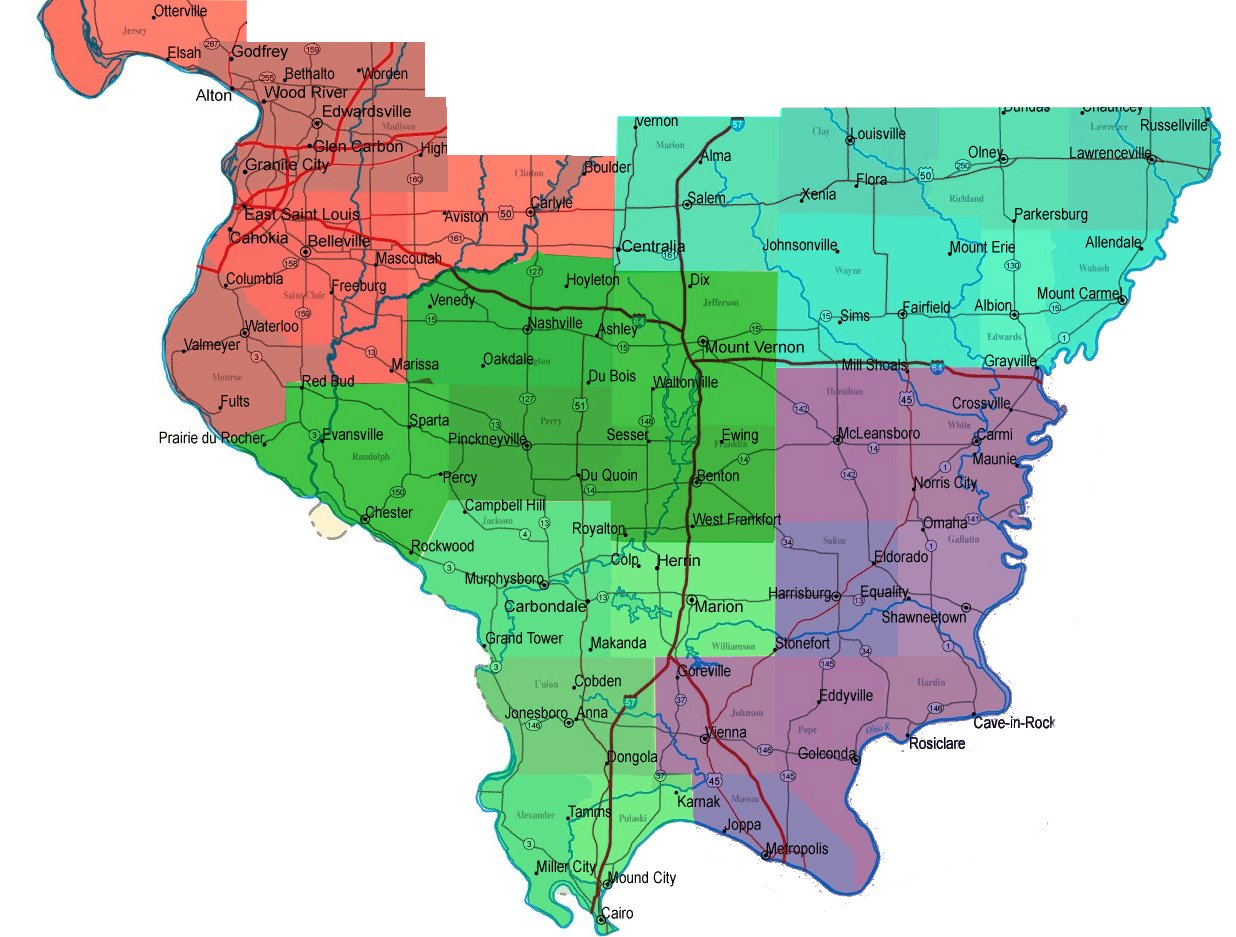
Carte de la région

Little Egypt ou Illinois du Sud est une région du sud de l'État de l'Illinois, aux États-Unis. Elle est géographiquement, culturellement et économiquement différente du reste de l'état. Colonisée par des migrants venant du Sud supérieur du pays, elle est historiquement liée à une culture et à une économie rurales, à l'instar de l'Ouest du Kentucky, de l'Indiana du Sud-Ouest et du Missouri du Sud-Est. La région compte environ 1,2 million d'habitants.

## Villes
- Herrin
- Carbondale
- Marion
- Harrisburg
- Murphysboro
- Cairo
- Vandalia
- Centralia
- Mt. Vernon
- Carmi
- Olney
- Anna
- Chester
- Salem
- Flora
- West Frankfort
- Benton
- Effingham
- Metropolis
- Vienna
- Ullin
- Fairfield
- Albion
- Nashville
- Du Quoin
- McLeansboro
- Sparta
- Grayville

## Comtés
- Alexander
- Clay
- Clinton
- Edwards
- Franklin
- Gallatin
- Hamilton
- Hardin
- Jackson
- Jefferson
- Johnson
- Lawrence
- Marion
- Massac
- Monroe
- Perry
- Pope
- Pulaski
- Randolph
- Richland
- Saline
- St. Clair
- Union
- Wabash
- Washington
- Wayne
- White
- Williamson

## Transports
- Interstate 24
- Interstate 57
- Interstate 64
- Interstate 70
- U.S. Route 40
- U.S. Route 45
- U.S. Route 50
- U.S. Route 51
- U.S. Route 60
- U.S. Route 62